# Lord-intendant
Pour les articles homonymes, voir Steward.

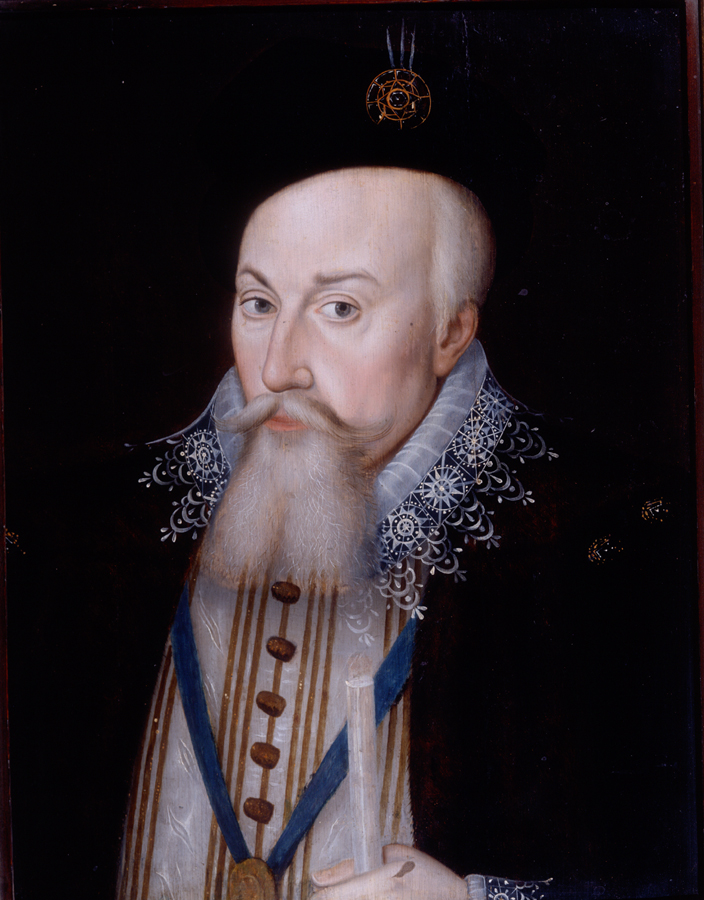
Robert Dudley, Lord-intendant.

Le lord-intendant (ou lord intendant ; (en) Lord Steward) est l'un des grands officiers de la maison royale du Royaume-Uni. 
Le lord-intendant, jusqu'en 1924, a toujours siégé au cabinet du gouvernement britannique.
Le lord-intendant reçoit sa nomination du souverain en personne et, de nos jours, ses fonctions sont uniquement celles d'un officier royal supérieur.
Le lord-intendant continue d'être présent régulièrement lors des cérémonies d'État et autres occasions cérémonielles. Les titulaires de cette fonction sont toujours des pairs héréditaires, généralement de rang égal ou supérieur à celui d'un comte. Chaque lord-intendant reçoit sa nomination du souverain en personne et porte un bâton blanc comme emblème et garantie de son autorité.

## Liste des Lords-intendants

### XVIIIesiècle
| Nom | Nom | Nom               | Dates du mandat   | Dates du mandat   | Parti politique | Premier ministre | Monarque             |
| --- | --- | ----------------- | ----------------- | ----------------- | --------------- | --- | -------------------- |
|     |     | William Cavendish | 6 juin 1707       | 21 septembre 1710 | Parti whig      | | Anne                 |
|     |     | John Sheffield    | 21 septembre 1710 | 13 juin 1711      | Parti tory      | | Anne                 |
|     |     | John Poulett      | 13 juin 1711      | 1er août 1714     | Parti tory      | | Anne                 |
|     |     | William Cavendish | 24 septembre 1714 | 6 juillet 1716    | Parti whig      | | George Ier           |
|     |     | Henry Grey        | 6 juillet 1716    | 6 juin 1719       | Parti whig      | | George Ier           |
|     |     | John Campbell     | 6 juin 1719       | 1er juillet 1725  | Parti whig      | Robert Walpole | George Ier           |
|     |     | Lionel Sackville  | 1er juillet 1725  | 19 juin 1730      | Parti whig      | Robert Walpole | George Ier George II |
|     |     | Philip Stanhope   | 19 juin 1730      | 2 mai 1733        | Parti whig      | Robert Walpole | George II            |
|     |     | William Cavendish | 2 mai 1733        | février 1737      | Parti whig      | Robert Walpole | George II            |
|     |     | Lionel Sackville  | février 1737      | 3 janvier 1744    | Parti whig      | Robert Walpole Spencer Compton Henry Pelham                                                                                       | George II            |
|     |     | William Cavendish | 3 janvier 1744    | 7 juin 1749       | Parti whig      | Henry Pelham | George II            |
|     |     | Charles Spencer   | 7 juin 1749       | 7 janvier 1755    | Parti whig      | Henry Pelham Thomas Pelham-Holles                                                                                                 | George II            |
|     |     | John Manners      | 7 janvier 1755    | 25 mars 1761      | Parti whig      | Thomas Pelham-Holles William Cavendish                                                                                            | George II George III |
|     |     | William Talbot    | 25 mars 1761      | 22 mars 1782      | Parti whig      | Thomas Pelham-Holles John Stuart George Grenville Charles Watson-Wentworth William Pitt l'Ancien Augustus FitzRoy Frederick North | George III           |
|     |     | Frederick Howard  | 5 mai 1782        | 14 février 1783   | Parti whig      | Charles Watson-Wentworth William Petty-FitzMaurice                                                                                | George III           |
|     |     | Charles Manners   | 14 février 1783   | 2 avril 1783      | Parti tory      | William Petty-FitzMaurice | George III           |
|     |     | William Legge     | 11 avril 1783     | 19 décembre 1783  | Parti tory      | William Cavendish-Bentinck | George III           |
|     |     | James Brydges     | 26 décembre 1783  | 29 septembre 1789 | Parti whig      | William Pitt le Jeune | George III           |
|     |     | John Sackville    | 7 octobre 1789    | 22 février 1799   | Parti tory      | William Pitt le Jeune | George III           |
|     |     | George Townshend  | 22 février 1799   | 15 août 1802      | Parti tory      | William Pitt le Jeune Henry Addington                                                                                             | George III           |

### XIXesiècle
| Nom | Nom | Nom                                             | Dates du mandat   | Dates du mandat   | Parti politique    | Premier ministre                                                                    | Monarque              |
| --- | --- | ----------------------------------------------- | ----------------- | ----------------- | ------------------ | ----------------------------------------------------------------------------------- | --------------------- |
|     |     | George Legge                                    | 15 août 1802      | 10 mai 1804       | Parti tory         | Henry Addington                                                                     | George III            |
|     |     | Hendaye Finch                                   | 30 mai 1804       | 19 février 1812   | Parti tory         | William Pitt le Jeune William Grenville William Cavendish-Bentinck Spencer Perceval | George III            |
|     |     | George Cholmondeley                             | 19 février 1812   | 11 décembre 1821  | Parti tory         | Spencer Perceval Robert Jenkison                                                    | George III George IV  |
|     |     | Henry Conyngham                                 | 11 décembre 1821  | 28 juillet 1830   | Parti tory         | Robert Jenkison George Canning Frederick Robinson Arthur Wellesley                  | George IV             |
|     |     | Richard Temple-Nugent-Brydges-Chandos-Grenville | 28 juillet 1830   | 16 novembre 1830  | Parti tory         | Arthur Wellesley                                                                    | Guillaume IV          |
|     |     | Richard Wellesley                               | 23 novembre 1830  | 12 septembre 1833 | Parti tory         | Charles Grey                                                                        | Guillaume IV          |
|     |     | George Campbell                                 | 12 septembre 1833 | 14 novembre 1834  | Parti whig         | Charles Grey William Lamb                                                           | Guillaume IV          |
|     |     | Thomas Egerton                                  | 2 janvier 1835    | 8 avril 1835      | Parti conservateur | Robert Peel                                                                         | Guillaume IV          |
|     |     | George Campbell                                 | 25 avril 1835     | 22 octobre 1839   | Parti whig         | Charles Grey William Lamb                                                           | Guillaume IV Victoria |
|     |     | William Hay                                     | 21 novembre 1839  | 30 août 1841      | Parti whig         | William Lamb                                                                        | Victoria              |
|     |     | Charles Jenkinson                               | 3 septembre 1841  | 29 juin 1846      | Parti conservateur | Robert Peel                                                                         | Victoria              |
|     |     | Hugh Fortescue                                  | 30 juin 1846      | 22 mars 1850      | Parti whig         | John Russell                                                                        | Victoria              |
|     |     | Richard Grosvenor                               | 22 mars 1850      | 21 février 1852   | Parti whig         | John Russell                                                                        | Victoria              |
|     |     | James Graham                                    | 23 février 1852   | 4 janvier 1853    | Parti conservateur | Edward Smith-Stanley George Hamilton-Gordon                                         | Victoria              |
|     |     | Henry Howard                                    | 4 janvier 1853    | 10 janvier 1854   | Parti whig         | George Hamilton-Gordon                                                              | Victoria              |
|     |     | Frederick Spencer                               | 10 janvier 1854   | 23 novembre 1857  | Parti whig         | George Hamilton-Gordon Henry John Temple                                            | Victoria              |
|     |     | Edward Eliot                                    | 23 novembre 1857  | 19 février 1858   | Parti conservateur | Henry John Temple                                                                   | Victoria              |
|     |     | Brownlow Cecil                                  | 26 février 1858   | 11 juin 1859      | Parti conservateur | Edward Smith-Stanley                                                                | Victoria              |
|     |     | Edward Eliot                                    | 11 juin 1859      | 20 janvier 1866   | Parti libéral      | Henry John Temple John Russell                                                      | Victoria              |
|     |     | John Ponsonby                                   | 20 janvier 1866   | 28 juin 1866      | Parti libéral      | John Russell                                                                        | Victoria              |
|     |     | John Spencer-Churchill                          | 28 juin 1866      | 19 mars 1867      | Parti conservateur | Edward Smith-Stanley                                                                | Victoria              |
|     |     | Charles Bennet                                  | 19 mars 1867      | 1er décembre 1868 | Parti conservateur | Edward Smith-Stanley Benjamin Disraeli                                              | Victoria              |
|     |     | John Ponsonby                                   | 12 décembre 1868  | 17 février 1874   | Parti libéral      | William Ewart Gladstone                                                             | Victoria              |
|     |     | Frederick Lygon                                 | 21 février 1874   | 21 avril 1880     | Parti conservateur | Benjamin Disraeli                                                                   | Victoria              |
|     |     | John Townshend                                  | 3 mai 1880        | 9 juin 1885       | Parti libéral      | William Ewart Gladstone                                                             | Victoria              |
|     |     | William Edgcumbe                                | 27 juin 1885      | 28 janvier 1886   | Parti conservateur | Robert Gascoyne-Cecil                                                               | Victoria              |
|     |     | John Townshend                                  | 10 février 1886   | 20 juillet 1886   | Parti libéral      | William Ewart Gladstone                                                             | Victoria              |
|     |     | William Edgcumbe                                | 16 août 1886      | 11 août 1892      | Parti conservateur | Robert Gascoyne-Cecil                                                               | Victoria              |
|     |     | Gavin Campbell                                  | 25 août 1892      | 22 juin 1895      | Parti libéral      | William Ewart Gladstone Archibald Primrose                                          | Victoria              |
|     |     | Sidney Herbert                                  | 16 juillet 1895   | 4 décembre 1905   | Parti conservateur | Robert Gascoyne-Cecil Arthur Balfour                                                | Victoria Édouard VII  |

### XXesiècle
| Nom | Nom | Nom                                 | Dates du mandat   | Dates du mandat | Parti politique    | Premier ministre                               | Monarque               |
| --- | --- | ----------------------------------- | ----------------- | --------------- | ------------------ | ---------------------------------------------- | ---------------------- |
|     |     | Cecil Foljambe                      | 18 décembre 1905  | 23 mars 1907    | Parti libéral      | Henry Campbell-Bannerman                       | Édouard VII            |
|     |     | William Lygon                       | 31 juillet 1907   | 16 juin 1910    | Parti libéral      | Henry Campbell-Bannerman Herbert Henry Asquith | Édouard VII George V   |
|     |     | Edwyn Scudamore-Stanhope            | 22 juin 1910      | 9 juin 1915     | Parti libéral      | Henry Campbell-Bannerman Herbert Henry Asquith | George V               |
|     |     | Horace Farquhar, 1er comte Farquhar | 9 juin 1915       | 19 octobre 1922 | Parti conservateur | Herbert Henry Asquith David Lloyd George       | George V               |
|     |     | Anthony Ashley-Cooper               | 20 novembre 1922  | 20 janvier 1936 | Crossbencher       | Andrew Bonar Law Stanley Baldwin               | George V               |
|     |     | George Sutherland-Leveson-Gower     | 20 juillet 1936   | avril 1937      | Crossbencher       |                                                | Édouard VIII George VI |
|     |     | Walter Montagu-Douglas-Scott        | 2 mars 1937       | mai 1940        | Crossbencher       |                                                | George VI              |
|     |     | Douglas Douglas-Hamilton            | 4 juin 1940       | janvier 1964    | Crossbencher       |                                                | George VI Élisabeth II |
|     |     | Gerald Grosvenor                    | 11 février 1964   | 25 février 1967 | Crossbencher       |                                                | Élisabeth II           |
|     |     | Charles Lyttelton                   | 21 septembre 1967 | 24 avril 1972   | Crossbencher       |                                                | Élisabeth II           |
|     |     | Hugh Percy                          | 2 janvier 1973    | 11 octobre 1988 | Crossbencher       |                                                | Élisabeth II           |
|     |     | Matthew Ridley                      | 26 mai 1989       | septembre 2001  | Crossbencher       |                                                | Élisabeth II           |

### XXIesiècle
| Nom | Nom | Nom                    | Dates du mandat | Dates du mandat | Parti politique | Premier ministre | Monarque                 |
| --- | --- | ---------------------- | --------------- | --------------- | --------------- | ---------------- | ------------------------ |
|     |     | James Hamilton         | septembre 2001  | 22 juillet 2009 | Crossbencher    |                  | Élisabeth II             |
|     |     | James Ramsay           | 22 juillet 2009 | 22 février 2023 | Crossbencher    |                  | Élisabeth II Charles III |
|     |     | Peter St Clair-Erskine | 22 février 2023 | en cours        | Crossbencher    |                  | Charles III              |